# Giménez (cerro)
El Cerro Giménez es un montículo situado en el centro noreste del Departamento de Paraguarí, República del Paraguay, entre las localidades de Acahay y La Colmena, muy cerca del cauce del Arroyo Caañabé. Se encuentra a ocho kilómetros al oeste del Cerro Medina. Su pico es de 285 metros sobre el nivel del mar, y pertenece al grupo de cerros de la Cordillera de Ybycuí.

Ubicación
25°50′40″S 57°1′59″O / -25.84444, -57.03306
- Datos: Q5638822